# Sølvkræ
|  | Denne artikel handler om en gruppe insekter. Se også arten almindelig sølvkræ, som også blot kaldes sølvkræ. |
Sølvkræ, også kaldet sølvfisk eller sild, er en gruppe insekter. Navnene kan skyldes at de har blanke skæl og hurtige bugtende bevægelser der kan minde om glinsende småfisk.
Det er en meget gammel dyregruppe som menes at have eksisteret i 300 millioner år. Sølvkræ er klassificeret i ordenen Zygentoma, men har tidligere sammen med klippespringere været placeret i ordenen børstehaler (Thysanura).

## Beskrivelse og levevis
De fleste nulevende arter har en kropslængde på under 2 cm, men der kendes omkring 6 cm lange fossiler. Sølvkræ har flade kroppe og tynde, bevægelige følehorn. De har normalt små facetøjne eller slet ingen øjne. De har ingen vinger.
Deres kindbakker er korte og uspecialiserede. Mange arter har et antal korte vedhæng på bagkroppen, men gruppens mest karakteristiske træk er tre lange halelignende tråde som udgår fra deres bagerste segment.
Sølvkræ kan både findes i fugtige og tørre omgivelser, og både frit levende og i boliger. I menneskeboliger lever de af kornprodukter, papir, stivelse i tøj, viskose-fibre, tørret kød og andet. I naturen vil de spise dødt organisk materiale (detritus).
Vilde arter findes ofte på mørke, fugtige habitater som i huler eller under sten. Nogle lever kommensalt i myrekolonier.

## Sølvkræ i Danmark
Der kendes tre arter i Danmark, som alle ofte optræder i opvarmede boliger:
- Almindelig sølvkræ (Lepisma saccharina)
- Stort sølvkræ eller ovnfisk (Thermobia domestica)
- Skægget sølvkræ (Ctenolepisma longicaudata)

Skægget sølvkræ kendes først i Danmark fra 2016, men kan have levet i landet ubemærket i lang tid før.